# Форрест Таунс
Форрест Грейді Таунс (англ. Forrest Grady Towns; нар. 6 лютого 1914 — пом. 9 квітня 1991) — американський легкоатлет, який спеціалізувався в бігу з бар'єрами.

## Із життєпису
Олімпійський чемпіон з бігу на 110 метрів з бар'єрами (1936).
Чемпіон США з бігу на 120 ярдів з бар'єрами (1936).
Ексрекордсмен світу з бігу на 110 метрів з бар'єрами (загалом три ратифікованих рекорди).
Перший в історії легкоатлет, який з офіційно визнаним результатом «вибіг» з 14 секунд (13,7) у бігу на 110 метрів з бар'єрами. Встановлений у 1936 світовий рекорд (13,7) був перевершений лише 1950 року.
Упродовж 1935—1937 переміг у 60 змагальних забігах поспіль.
Працював головним тренером легкоатлетичної команди Університета Джорджії.

## Основні міжнародні виступи
| Рік  | Змагання         | Місто  | Місце | Дисципліна | Примітки         |
| ---- | ---------------- | ------ | ----- | ---------- | ---------------- |
| 1936 | Олімпійські ігри | Берлін | 1     | 110 м з/б  | Відео на YouTube |

## Визнання
Член Зали слави легкої атлетики США (1975).
На честь Таунса у місті Атенс (штат Джорджія) названий стадіон — «Spec Towns Track».